# プレミアリーグ (バレーボール)の成績一覧
プレミアリーグの成績一覧（プレミアリーグのせいせきいちらん）は、1994年から毎年開催されているバレーボールVプレミアリーグ（旧Vリーグ）の成績一覧である。旧日本リーグの成績については、全日本バレーボール選抜男女リーグの成績一覧を参照のこと。

## 男子

### レギュラーラウンド順位
- ■はV・チャレンジリーグI[1]への降格チーム[2]
- ■はV・チャレンジマッチ[3]の結果残留したチーム
- ■は休部・廃部チーム

| 回 / シーズン | 1位          | 2位          | 3位          | 4位          | 5位          | 6位          | 7位          | 8位                       | 9位       | 10位      |
| ------------- | ------------ | ------------ | ------------ | ------------ | ------------ | ------------ | ------------ | ------------------------- | --------- | --------- |
| 第1回         | 東レ         | NEC          | サントリー   | 新日鐵       | JT           | 富士フイルム | 松下電器     | 住友金属                  | -         | -         |
| 第2回         | NEC          | サントリー   | JT           | 新日鐵       | 東レ         | 松下電器     | 富士フイルム | 日新製鋼                  | -         | -         |
| 第3回         | 新日鐵       | JT           | NEC          | サントリー   | 松下電器     | 東レ         | 富士フイルム | NECホームエレクトロニクス | -         | -         |
| 第4回         | 新日鐵       | 松下電器     | NEC          | サントリー   | 富士フイルム | 住友金属     | 東レ         | JT                        | -         | -         |
| 第5回         | 松下電器     | サントリー   | 東レ         | NEC          | 富士フイルム | 新日鐵       | JT           | NTT東海                   | 豊田合成  | 旭化成    |
| 第6回         | 新日鐵       | NEC          | サントリー   | 東レ         | JT           | 松下電器     | 富士フイルム | NTT西日本                 | 豊田合成  | 旭化成    |
| 第7回         | サントリー   | 東レ         | JT           | NEC          | 堺           | 松下電器     | 旭化成       | 富士フイルム              | 日立国分  | NTT西日本 |
| 第8回         | 東レ         | NEC          | 堺           | サントリー   | JT           | 松下電器     | 富士フイルム | 旭化成                    | NTT西日本 | 日立国分  |
| 第9回         | NEC          | JT           | 松下電器     | サントリー   | 東レ         | 堺           | 豊田合成     | 旭化成                    | -         | -         |
| 第10回        | JT           | 堺           | 松下電器     | サントリー   | NEC          | 豊田合成     | 東レ         | 旭化成                    | -         | -         |
| 第11回        | 東レ         | JT           | 松下電器     | NEC          | サントリー   | 堺           | 豊田合成     | 旭化成                    | -         | -         |
| 第12回        | サントリー   | NEC          | 堺           | JT           | 松下電器     | 東レ         | 豊田合成     | 旭化成                    | -         | -         |
| 2006/07       | サントリー   | 東レ         | パナソニック | 豊田合成     | JT           | 堺           | NEC          | 大分三好                  | -         | -         |
| 2007/08       | サントリー   | パナソニック | 東レ         | 堺           | 豊田合成     | JT           | NEC          | 大分三好                  | -         | -         |
| 2008/09       | サントリー   | 東レ         | 堺           | パナソニック | JT           | 豊田合成     | NEC          | 大分三好                  | -         | -         |
| 2009/10       | パナソニック | 東レ         | 堺           | 豊田合成     | サントリー   | JT           | 大分三好     | FC東京                    | -         | -         |
| 2010/11       | 堺           | サントリー   | 東レ         | パナソニック | JT           | 豊田合成     | FC東京       | 大分三好                  | -         | -         |
| 2011/12       | 東レ         | パナソニック | 堺           | サントリー   | FC東京       | 豊田合成     | JT           | 大分三好                  | -         | -         |
| 2012/13       | サントリー   | パナソニック | 堺           | 東レ         | 豊田合成     | JT           | FC東京       | 大分三好                  | -         | -         |
| 2013/14       | パナソニック | 堺           | JT           | 東レ         | 豊田合成     | サントリー   | FC東京       | ジェイテクト              | -         | -         |
| 2014/15       | JT           | サントリー   | 豊田合成     | パナソニック | 堺           | ジェイテクト | 東レ         | FC東京                    | -         | -         |
| 2015/16       | 豊田合成     | 東レ         | ジェイテクト | パナソニック | 堺           | JT           | サントリー   | FC東京                    | -         | -         |
| 2016/17       | 豊田合成     | 東レ         | パナソニック | サントリー   | ジェイテクト | 堺           | JT           | FC東京                    | -         | -         |
| 2017/18       | パナソニック | 豊田合成     | 東レ         | JT           | サントリー   | ジェイテクト | 堺           | FC東京                    | -         | -         |

### ファイナルラウンド順位
| 回 / シーズン | 優勝         | 準優勝       | 3位          | 4位        |
| ------------- | ------------ | ------------ | ------------ | ---------- |
| 第1回         | サントリー   | 新日鐵       | NEC          | 東レ       |
| 第2回         | NEC          | 新日鐵       | JT           | サントリー |
| 第3回         | 新日鐵       | JT           | NEC          | サントリー |
| 第4回         | 新日鐵       | NEC          | 松下電器     | サントリー |
| 第5回         | NEC          | 東レ         | サントリー   | 松下電器   |
| 第6回         | サントリー   | 東レ         | NEC          | 新日鐵     |
| 第7回         | サントリー   | JT           | 東レ         | NEC        |
| 第8回         | サントリー   | 東レ         | 堺           | NEC        |
| 第9回         | サントリー   | JT           | 松下電器     | NEC        |
| 第10回        | サントリー   | JT           | 松下電器     | 堺         |
| 第11回        | 東レ         | NEC          | JT           | 松下電器   |
| 第12回        | 堺           | サントリー   | NEC          | JT         |
| 2006/07       | サントリー   | 東レ         | パナソニック | 豊田合成   |
| 2007/08       | パナソニック | 東レ         | サントリー   | 堺         |
| 2008/09       | 東レ         | 堺           | パナソニック | サントリー |
| 2009/10       | パナソニック | 堺           | 東レ         | 豊田合成   |
| 2010/11       | －           | －           | －           | －         |
| 2011/12       | パナソニック | 東レ         | サントリー   | 堺         |
| 2012/13       | 堺           | パナソニック | 東レ         | サントリー |
| 2013/14       | パナソニック | JT           | 堺           | 東レ       |

### ファイナル6順位
| シーズン | 1位          | 2位        | 3位          | 4位          | 5位          | 6位          |
| -------- | ------------ | ---------- | ------------ | ------------ | ------------ | ------------ |
| 2014/15  | JT           | サントリー | 豊田合成     | 堺           | ジェイテクト | パナソニック |
| 2015/16  | 豊田合成     | 東レ       | パナソニック | ジェイテクト | JT           | 堺           |
| 2016/17  | 東レ         | 豊田合成   | ジェイテクト | サントリー   | パナソニック | 堺           |
| 2017/18  | パナソニック | 豊田合成   | JT           | 東レ         | ジェイテクト | サントリー   |

### ファイナル3・ファイナル順位
| シーズン | 優勝         | 準優勝       | 3位          |
| -------- | ------------ | ------------ | ------------ |
| 2014/15  | JT           | サントリー   | 豊田合成     |
| 2015/16  | 豊田合成     | パナソニック | 東レ         |
| 2016/17  | 東レ         | 豊田合成     | ジェイテクト |
| 2017/18  | パナソニック | 豊田合成     | JT           |

### 個人賞（1）
| 回 / シーズン | 優勝監督賞                                      | 最高殊勲選手賞                          | 敢闘賞                                 | ベスト6賞                           | ベスト6賞                                 | ベスト6賞                              | ベスト6賞                               | ベスト6賞                              | ベスト6賞                       | ベストリベロ賞          |
| ------------- | ----------------------------------------------- | --------------------------------------- | -------------------------------------- | ----------------------------------- | ----------------------------------------- | -------------------------------------- | --------------------------------------- | -------------------------------------- | ------------------------------- | ----------------------- |
| 第1回         | 渡辺輝明 （サントリー）                         | ロバート・サミュエルソン （サントリー） | 中垣内祐一 （新日鐵）                  | 泉川正幸 （東レ）                   | 佐々木太一 （サントリー）                 | 張翔 （東レ）                          | ロバート・サミュエルソン （サントリー） | 中垣内祐一 （新日鐵）                  | 眞鍋政義 （新日鐵）             | -                       |
| 第2回         | 寺廻太 （NEC）                                  | エドワルド・アルーダ （NEC）            | 中垣内祐一 （新日鐵）                  | オレーク・シャトーノフ （JT）       | ロバート・サミュエルソン （サントリー）   | 張翔 （東レ）                          | 中垣内祐一 （新日鐵）                   | エドワルド・アルーダ （NEC）           | 眞鍋政義 （新日鐵）             | -                       |
| 第3回         | 眞鍋政義 （新日鐵）                             | 中垣内祐一 （新日鐵）                   | パーベル・シシキン （JT）              | オレーク・シャトーノフ （JT）       | 楊成太 （NEC）                            | 中垣内祐一 （新日鐵）                  | 眞鍋政義 （新日鐵）                     | 青山繁 （富士フイルム）                | パーベル・シシキン （JT）       | -                       |
| 第4回         | 田中幹保 （新日鐵）                             | 中垣内祐一 （新日鐵）                   | オロフ・ファンダールミューレン （NEC） | 中垣内祐一 （新日鐵）               | 大竹秀之 （NEC）                          | 眞鍋政義 （新日鐵）                    | 宮崎謙彦 （松下電器）                   | オロフ・ファンダールミューレン （NEC） | ヒド・イェルツェン （松下電器） | -                       |
| 第5回         | 金子敏和 （NEC）                                | オロフ・ファンダールミューレン （NEC）  | 泉川正幸 （東レ）                      | ジルソン・ベルナルド （サントリー） | ロイ・ボール （東レ）                     | オロフ・ファンダールミューレン （NEC） | 宮崎謙彦 （松下電器）                   | ヒド・イェルツェン （松下電器）        | 佐々木太一 （サントリー）       | -                       |
| 第6回         | 桑田美仁 （サントリー）                         | ジルソン・ベルナルド （サントリー）     | 加藤陽一 （東レ）                      | ジルソン・ベルナルド （サントリー） | トーマス・ホフ （東レ）                   | 竹内実 （NEC）                         | 中垣内祐一 （新日鐵）                   | 佐々木太一 （サントリー）              | 市橋祐之 （新日鐵）             | -                       |
| 第7回         | 桑田美仁 （サントリー）                         | ジルソン・ベルナルド （サントリー）     | イリア・サベリエフ （JT）              | ジルソン・ベルナルド （サントリー） | イリア・サベリエフ （JT）                 | 佐々木太一 （サントリー）              | トーマス・ホフ （東レ）                 | 眞鍋政義 （新日鐵）                    | 徳元幸人 （JT）                 | -                       |
| 第8回         | 鳥羽賢二 （サントリー）                         | ジルソン・ベルナルド （サントリー）     | カルロス・ダシルバ （東レ）            | 佐々木太一 （サントリー）           | ジルソン・ベルナルド （サントリー）       | 甲斐祐之 （堺）                        | 加藤陽一 （東レ）                       | カルロス・ダシルバ （東レ）            | 宇佐美大輔 （NEC）              | 津曲勝利 （サントリー） |
| 第9回         | 鳥羽賢二 （サントリー）                         | ジルソン・ベルナルド （サントリー）     | イリア・サベリエフ （JT）              | ジルソン・ベルナルド （サントリー） | 齋藤信治 （東レ）                         | 眞鍋政義 （松下電器）                  | アンデルソン・ロドリゲス （NEC）        | 尾上健司 （JT）                        | イリア・サベリエフ （JT）       | 山本健之 （JT）         |
| 第10回        | 鳥羽賢二 （サントリー）                         | ジルソン・ベルナルド （サントリー）     | イリア・サベリエフ （JT）              | イリア・サベリエフ （JT）           | ジルソン・ベルナルド （サントリー）       | 山本隆弘 （パナソニック）              | 杉山マルコス （堺）                     | アンデルソン・ロドリゲス （NEC）       | 臺光章 （JT）                   | 津曲勝利 （サントリー） |
| 第11回        | 矢島久徳 （東レ）                               | パーベル・アブラーモフ （東レ）         | 宇佐美大輔 （NEC）                     | パーベル・アブラーモフ （東レ）     | 齋藤信治 （東レ）                         | イリア・サベリエフ （JT）              | 北川祐介 （松下電器）                   | 宇佐美大輔 （NEC）                     | 細川延由 （NEC）                | 田辺修 （東レ）         |
| 第12回        | 中垣内祐一 （堺）                               | 千葉進也 （堺）                         | 越川優 （サントリー）                  | 千葉進也 （堺）                     | ピント・ロドリゴ （堺）                   | 金井修也 （堺）                        | 越川優 （サントリー）                   | 松本慶彦 （NEC）                       | ガブリエル・ガードナー （JT）   | 増野彰 （堺）           |
| 2006/07       | 河野克巳 （サントリー）                         | 越川優 （サントリー）                   | ウラジミール・ニコロフ （東レ）        | ウラジミール・ニコロフ （東レ）     | 越川優 （サントリー）                     | 荻野正二 （サントリー）                | 富松崇彰 （東レ）                       | 川浦博昭 （豊田合成）                  | 栗原圭介 （サントリー）         | 津曲勝利 （サントリー） |
| 2007/08       | 南部正司 （パナソニック）                       | 山本隆弘 （パナソニック）               | 篠田歩 （東レ）                        | 山本隆弘 （パナソニック）           | フェリッペ・フォンテレス （パナソニック） | 越川優 （サントリー）                  | 山村宏太 （サントリー）                 | 篠田歩 （東レ）                        | 宇佐美大輔 （パナソニック）     | 永野健 （パナソニック） |
| 2008/09       | 矢島久徳 （東レ）                               | デヤン・ボヨビッチ （東レ）             | 朝長孝介 （堺）                        | デヤン・ボヨビッチ （東レ）         | エンダキ・エムブレイ （堺）               | 越川優 （サントリー）                  | 山村宏太 （サントリー）                 | 富松崇彰 （東レ）                      | 栗原圭介 （サントリー）         | 井上裕介 （堺）         |
| 2009/10       | 南部正司 （パナソニック）                       | 清水邦広 （パナソニック）               | 北島武 （堺）                          | 清水邦広 （パナソニック）           | 福澤達哉 （パナソニック）                 | 石島雄介 （堺）                        | 富松崇彰 （東レ）                       | 北川祐介 （豊田合成）                  | 宇佐美大輔 （パナソニック）     | 井上裕介 （堺）         |
| 2010/11       | 酒井新悟 （堺）                                 | 石島雄介 （堺）                         | 米山達也 （サントリー）                | 石島雄介 （堺）                     | エンダキ・エムブレイ （堺）               | 清水邦広 （パナソニック）              | 鈴木寛史 （サントリー）                 | 冨松崇彰 （東レ）                      | 今村駿 （堺）                   | 永野健 （パナソニック） |
| 2011/12       | 南部正司 （パナソニック）                       | 福澤達哉 （パナソニック）               | 米山裕太 （東レ）                      | 清水邦広 （パナソニック）           | デヤン・ボヨビッチ （東レ）               | 福澤達哉 （パナソニック）              | 富松崇彰 （東レ）                       | 松本慶彦 （堺）                        | 宇佐美大輔 （パナソニック）     | 永野健 （パナソニック） |
| 2012/13       | 酒井新悟 （堺）                                 | ミラン・ペピチ （堺）                   | 川村慎二 （パナソニック）              | ミラン・ペピチ （堺）               | 横田一義 （堺）                           | 今村駿 （堺）                          | 福澤達哉 （パナソニック）               | 越川優 （サントリー）                  | 近裕崇 （豊田合成）             | 永野健 （パナソニック） |
| 2013/14       | 南部正司 （パナソニック）                       | 清水邦広 （パナソニック）               | 越川優 （JT）                          | 清水邦広 （パナソニック）           | 白澤健児 （パナソニック）                 | 深津英臣 （パナソニック）              | 越川優 （JT）                           | ミラン・ペピチ （堺）                  | 富松崇彰 （東レ）               | 古賀幸一郎 （豊田合成） |
| 2014/15       | ヴェセリン・ヴコヴィッチ （JT）                 | 越川優 （JT）                           | エバンドロ・グエッラ （サントリー）    | 越川優 （JT）                       | レアンドロ・ヴィソット （JT）             | 町野仁志 （JT）                        | 深津旭弘 （JT）                         | 栗山雅史 （サントリー）                | 松本慶彦 （堺）                 | 古賀幸一郎 （豊田合成） |
| 2015/16       | アンディッシュ・クリスティアンソン （豊田合成） | イゴール・オムルチェン （豊田合成）     | 清水邦広 （パナソニック）              | イゴール・オムルチェン （豊田合成） | 内山正平 （豊田合成）                     | 高松卓矢 （豊田合成）                  | 傳田亮太 （豊田合成）                   | 清水邦広 （パナソニック）              | 富松崇彰 （東レ）               | 古賀幸一郎 （豊田合成） |
| 2016/17       | 小林敦 （東レ）                                 | ニコラ・ジョルジェフ （東レ）           | イゴール・オムルチェン （豊田合成）    | イゴール・オムルチェン （豊田合成） | ニコラ・ジョルジェフ （東レ）             | 藤井直伸 （東レ）                      | マテイ・カジースキ （ジェイテクト）     | 富松崇彰 （東レ）                      | 傳田亮太 （豊田合成）           | 古賀幸一郎 （豊田合成） |
| 2017/18       | 川村慎二 （パナソニック）                       | ミハウ・クビアク （パナソニック）       | 高松卓矢 （豊田合成）                  | ミハウ・クビアク （パナソニック）   | 清水邦広 （パナソニック）                 | 白澤健児 （パナソニック）              | 深津英臣 （パナソニック）               | トーマス・エドガー （JT）              | 傳田亮太 （豊田合成）           | 古賀幸一郎 （豊田合成） |

### 個人賞（2）
| 回     | 新人賞                    | 得点王                              | スパイク賞                    | ブロック賞                    | サーブ賞                                | サーブレシーブ賞              | レシーブ賞                        | 猛打賞                              | 特別賞                                                                        |
| ------ | ------------------------- | ----------------------------------- | ----------------------------- | ----------------------------- | --------------------------------------- | ----------------------------- | --------------------------------- | ----------------------------------- | ----------------------------------------------------------------------------- |
| 第1回  | 平野信孝 （JT）           | -                                   | 植田辰哉 （新日鐵）           | オレーク・シャトーノフ （JT） | エドウィン・ベン （新日鐵）             | トロイ・ターナー （松下電器） | ジーノ・ブルーソー （サントリー） | 宮崎謙彦 （松下電器）               | -                                                                             |
| 第2回  | -                         | -                                   | オレーク・シャトーノフ （JT） | オレーク・シャトーノフ （JT） | ロバート・サミュエルソン （サントリー） | 桐原勇人 （新日鐵）           | 青山繁 （富士フイルム）           | 張翔 （東レ）                       | -                                                                             |
| 第3回  | 高橋智則 （新日鐵）       | -                                   | オレーク・シャトーノフ （JT） | オレーク・シャトーノフ （JT） | アンドレ・フィレイラ （NEC・HE）        | 出倉諭 （富士フイルム）       | 荻野正二 （サントリー）           | アンドレ・フィレイラ （NEC・HE）    | 青山繁 （富士フイルム）                                                       |
| 第4回  | 朝日健太郎 （サントリー） | -                                   | 小林敦 （東レ）               | 朝日健太郎 （サントリー）     | オロフ・ファンダールミューレン （NEC）  | 古田博幸 （住友金属）         | 青山繁 （富士フイルム）           | イリア・サベリエフ （住友金属）     | イリア・サベリエフ （住友金属）                                               |
| 第5回  | 川浦博昭 （富士フイルム） | ジルソン・ベルナルド （サントリー） | 桑田鎮典 （サントリー）       | 小川淳 （新日鐵）             | ジルソン・ベルナルド （サントリー）     | 古田博幸 （旭化成）           | 古田博幸 （旭化成）               | ジルソン・ベルナルド （サントリー） | オレーク・シャトーノフ （JT）                                                 |
| 第6回  | 加藤陽一 （東レ）         | ジルソン・ベルナルド （サントリー） | トーマス・ホフ （東レ）       | 朝日健太郎 （サントリー）     | ジルソン・ベルナルド （サントリー）     | 青山繁 （富士フイルム）       | 青山繁 （富士フイルム）           | ジルソン・ベルナルド （サントリー） | -                                                                             |
| 第7回  | 河野裕輔 （JT）           | ジルソン・ベルナルド （サントリー） | トーマス・ホフ （東レ）       | 渡邉正堂 （NEC）              | イリア・サベリエフ （JT）               | 大森陽祐 （NEC）              | 大森陽祐 （NEC）                  | ジルソン・ベルナルド （サントリー） | -                                                                             |
| 第8回  | 甲斐祐之 （堺）           | ジルソン・ベルナルド （サントリー） | 佐々木太一 （サントリー）     | 米山博之 （松下電器）         | ジルソン・ベルナルド （サントリー）     | 青山繁 （東レ）               | 青山繁 （東レ）                   | -                                   | -                                                                             |
| 第9回  | 越谷章 （東レ）           | ジルソン・ベルナルド （サントリー） | 齋藤信治 （東レ）             | 尾上健司 （JT）               | ジルソン・ベルナルド （サントリー）     | 青山繁 （東レ）               | 青山繁 （東レ）                   | -                                   | -                                                                             |
| 第10回 | 越川優 （サントリー）     | アンデルソン・ロドリゲス （NEC）    | 齋藤信治 （東レ）             | 北川祐介 （松下電器）         | アンデルソン・ロドリゲス （NEC）        | 津曲勝利 （サントリー）       | 青山繁 （東レ）                   | -                                   | 青山繁 （東レ） 佐々木太一 （サントリー） ジルソン・ベルナルド （サントリー） |
| 第11回 | 阿部裕太 （東レ）         | エルナルド・ゴメス （豊田合成）     | 北川祐介 （松下電器）         | 北川祐介 （松下電器）         | パーベル・アブラーモフ （東レ）         | 杉山マルコス （堺）           | 荻野正二 （サントリー）           | -                                   | -                                                                             |
| 第12回 | 石島雄介 （堺）           | ガブリエル・ガードナー （JT）       | 松本慶彦 （NEC）              | 北川祐介 （松下電器）         | 越川優 （サントリー）                   | 徳元幸人 （JT）               | 荻野正二 （サントリー）           | -                                   | -                                                                             |

| シーズン | 新人賞                    | 得点王                                      | スパイク賞                | ブロック賞                | サーブ賞                                  | サーブレシーブ賞            | レシーブ賞              | 優秀GM賞                                  |
| -------- | ------------------------- | ------------------------------------------- | ------------------------- | ------------------------- | ----------------------------------------- | --------------------------- | ----------------------- | ----------------------------------------- |
| 2006/07  | 富松崇彰 （東レ）         | フィリップ・マイヨ （大分三好）             | 川浦博昭 （豊田合成）     | 富松崇高 （東レ）         | ウラジミール・ニコロフ （東レ）           | 井上裕介 （大分三好）       | 荻野正二 （サントリー） | 山下仁 （JT）                             |
| 2007/08  | 白澤健児 （パナソニック） | レアンドロ・アラウジョ・ダ・シルバ （東レ） | 川浦博昭 （豊田合成）     | 北川祐介 （豊田合成）     | エンダキ・エムブレイ （堺）               | 井上裕介 （大分三好）       | 越谷章 （東レ）         | 小田勝美 （堺）                           |
| 2008/09  | 福澤達哉 （パナソニック） | エルナルド・ゴメス （JT）                   | 山村宏太 （サントリー）   | 北川祐介 （豊田合成）     | 越川優 （サントリー）                     | 杉山マルコス （サントリー） | 田辺修 （東レ）         | 原文比古 （FC東京）                       |
| 2009/10  | 今村駿 （堺）             | デヤン・ボヨビッチ （東レ）                 | 清水邦広 （パナソニック） | 富松崇彰 （東レ）         | 北島武 （堺）                             | 越谷章 （東レ）             | 永野健 （パナソニック） | 平田逸夫 （熊本県バレーボール協会理事長） |
| 2010/11  | 岡本祥吾 （サントリー）   | エルナルド・ゴメス （JT）                   | 清水邦広 （パナソニック） | 富松崇彰 （東レ）         | エルナルド・ゴメス （JT）                 | 古賀幸一郎 （豊田合成）     | 金子隆行 （サントリー） | -                                         |
| 2011/12  | 手塚大 （FC東京）         | ジェームス・オンテレ （大分三好）           | 松本慶彦 （堺）           | 富松崇彰 （東レ）         | 手塚大 （FC東京）                         | 永野健 （パナソニック）     | 米山裕太 （東レ）       | 春田政幸 （パナソニック）                 |
| 2012/13  | 千々木駿介 （堺）         | ミラン・ペピチ （堺）                       | 近裕崇 （豊田合成）       | 富松崇彰 （東レ）         | ジョンパウロ・タヴァレス （パナソニック） | 永野健 （パナソニック）     | 米山裕太 （東レ）       | 早野容司 （ジェイテクト）                 |
| 2013/14  | 深津英臣 （パナソニック） | ミラン・ペピチ （堺）                       | 清水邦広 （パナソニック） | 富松崇彰 （東レ）         | 越川優 （JT）                             | 古賀幸一郎 （豊田合成）     | 酒井大祐 （JT）         | 栗生澤淳一 （JT）                         |
| 2014/15  | 鶴田大樹 （サントリー）   | イゴール・オムルチェン （豊田合成）         | 松本慶彦 （堺）           | 鈴木寛史 （サントリー）   | レアンドロ・ヴィゾット （JT）             | 酒井大祐 （JT）             | 酒井大祐 （JT）         | 河野克己 （サントリー）                   |
| 2015/16  | 柳田将洋 （サントリー）   | イゴール・オムルチェン （豊田合成）         | 李博 （東レ）             | 富松崇彰 （東レ）         | イゴール・オムルチェン （豊田合成）       | 古賀幸一郎 （豊田合成）     | 永野健 （パナソニック） | 窪田隆一 （富士通）                       |
| 2016/17  | 藤中謙也 （サントリー）   | イゴール・オムルチェン （豊田合成）         | 栗山英之 （FC東京）       | 富松崇彰 （東レ）         | マテイ・カジースキ （ジェイテクト）       | 古賀幸一郎 （豊田合成）     | 米山裕太 （東レ）       | 横井俊広 （豊田合成）                     |
| 2017/18  | 井上航 （JT）             | トーマス・エドガー （JT）                   | 栗山英之 （FC東京）       | 白澤健児 （パナソニック） | マテイ・カジースキ （ジェイテクト）       | 古賀幸一郎 （豊田合成）     | 永野健 （パナソニック） | 山野春夫 （東レ）                         |

### 個人賞（3）
| 回      | 松平康隆賞                | 特別賞                  | 功労賞          | 20周年 ニューヒーロー賞 |
| ------- | ------------------------- | ----------------------- | --------------- | ----------------------- |
| 2013/14 | -                         | -                       | -               | 井手智 （東レ）         |
| 2016/17 | 小林敦 （東レ）           | -                       | 石島雄介 越川優 | -                       |
| 2017/18 | 川村慎二 （パナソニック） | 山村宏太 （サントリー） | -               | -                       |

### 個人通算記録

#### 通算出場試合数
※=現役、チーム名は2016/17シーズン終了時または引退時所属
| 順位 | 選手名    | チーム名                  | リーグ数 | 試合数 |
| ---- | --------- | ------------------------- | -------- | ------ |
| 1    | 山村宏太  | サントリーサンバーズ      | 15       | 352    |
| 2    | 荻野正二  | サントリーサンバーズ      | 15       | 331    |
| 3    | 盛重龍    | FC東京                    | 14       | 323    |
| 4    | 川村慎二  | パナソニック・パンサーズ  | 14       | 321    |
| 5    | 川浦博昭  | 豊田合成トレフェルサ      | 14       | 316    |
| 6    | 甲斐祐之  | JTサンダーズ              | 14       | 309    |
| 7    | 松本慶彦※ | 堺ブレイザーズ            | 13       | 301    |
| 8    | 小糸敬夫  | [パナソニック・パンサーズ | 15       | 299    |
| 9    | 酒井大祐  | サントリーサンバーズ      | 14       | 296    |
| 10   | 山本隆弘  | パナソニック・パンサーズ  | 12       | 294    |

#### 通算出場セット数
※=現役、チーム名は2016/17シーズン終了時または引退時所属
| 順位 | 選手名     | チーム名                 | リーグ数 | セット数 |
| ---- | ---------- | ------------------------ | -------- | -------- |
| 1    | 山村宏太   | サントリーサンバーズ     | 15       | 1158     |
| 2    | 酒井大祐※  | サントリーサンバーズ     | 14       | 1135     |
| 3    | 川浦博昭   | 豊田合成トレフェルサ     | 14       | 1096     |
| 4    | 松本慶彦※  | 堺ブレイザーズ           | 13       | 1067     |
| 5    | 北川祐介   | 豊田合成トレフェルサ     | 11       | 992      |
| 6    | 古賀幸一郎 | 豊田合成トレフェルサ     | 11       | 992      |
| 7    | 荻野正二   | サントリーサンバーズ     | 15       | 986      |
| 7    | 盛重龍     | FC東京                   | 14       | 986      |
| 9    | 越川優     | JTサンダーズ             | 11       | 981      |
| 10   | 宇佐美大輔 | パナソニック・パンサーズ | 12       | 976      |

#### 連続出場試合数
※=現役、チーム名は記録達成時所属
| 順位 | 選手名      | チーム名             | 開始日     | 終了日      | 試合数 |
| ---- | ----------- | -------------------- | ---------- | ----------- | ------ |
| 1    | 古賀幸一郎※ | 豊田合成トレフェルサ | 2007/3/3   | （継続中）  | 258    |
| 2    | 栗原圭介    | サントリーサンバーズ | 2000/1/15  | 2010/1/9    | 243    |
| 3    | 竹内実      | NECブルーロケッツ    | 1994/12/23 | 2005/10/16  | 231    |
| 4    | 清水雅之    | サントリーサンバーズ | 1994/12/17 | 2005/02/26  | 226    |
| 5    | 井上裕介※   | 堺ブレイザーズ       | 2008/3/22  | （継続中）  | 222    |
| 6    | 青山繁      | 東レ・アローズ       | 1994/12/23 | 2005/1/31   | 219    |
| 7    | 石島雄介    | 堺ブレイザーズ       | 2008/11/8  | 20156/12/11 | 211    |
| 8    | 高橋和人    | ジェイテクトSTINGS   | 2009/1/31  | 2016/12/11  | 206    |
| 9    | 米山裕太※   | 東レ・アローズ       | 2009/2/7   | （継続中）  | 204    |
| 10   | 伊藤信博    | 堺ブレイザーズ       | 2002/02/24 | 2010/1/17   | 196    |

#### アタック決定率
2000打数以上　※=現役、チーム名は2016/17シーズン終了時または引退時所属
| 順位 | 選手名                   | チーム名             | リーグ数 | セット数 | 打数 | 決定率（%） |
| ---- | ------------------------ | -------------------- | -------- | -------- | ---- | ----------- |
| 1    | オレーク・シャトーノフ   | JTサンダーズ         | 5        | 339      | 3179 | 58.35       |
| 2    | 佐々木太一               | サントリーサンバーズ | 11       | 774      | 3886 | 56.77       |
| 3    | 川浦博昭                 | 豊田合成トレフェルサ | 14       | 1096     | 3764 | 55.95       |
| 4    | 小林敦                   | 東レ・アローズ       | 11       | 707      | 2507 | 55.64       |
| 5    | 大竹秀之                 | NECブルーロケッツ    | 7        | 457      | 2646 | 55.56       |
| 6    | ジルソン・ベルナルド     | サントリーサンバーズ | 6        | 409      | 5357 | 54.97       |
| 7    | ロバート・サミュエルソン | サントリーサンバーズ | 3        | 236      | 2846 | 53.58       |
| 8    | イリア・サベリエフ       | JTサンダーズ         | 6        | 460      | 4924 | 53.21       |
| 9    | ヴァレリー・ゴリュチェフ | 新日鐵ブレイザーズ   | 2        | 140      | 2244 | 53.12       |
| 10   | パーベル・シシキン       | JTサンダーズ         | 3        | 161      | 2115 | 52.67       |

#### セット平均ブロック決定本数
3リーグ出場以上　※=現役、チーム名は2016/17シーズン終了時または引退時所属
| 順位 | 選手名                   | チーム名                       | リーグ数 | セット数 | 決定本数 |
| ---- | ------------------------ | ------------------------------ | -------- | -------- | -------- |
| 1    | オレーク・シャトーノフ   | JTサンダーズ                   | 5        | 339      | 1.4543   |
| 2    | 大竹秀之                 | NECブルーロケッツ              | 7        | 457      | 1.3326   |
| 3    | ロバート・サミュエルソン | サントリーサンバーズ           | 3        | 236      | 1.2288   |
| 4    | 村上貴裕                 | 東レ・アローズ                 | 3        | 165      | 1.2182   |
| 5    | 秋山央                   | 東レ・アローズ                 | 5        | 302      | 1.2053   |
| 6    | 泉水智                   | NECブルーロケッツ              | 5        | 259      | 1.1081   |
| 7    | 朝日健太郎               | サントリーサンバーズ           | 5        | 315      | 1.0857   |
| 8    | 米山博之                 | 松下電器パナソニックパンサーズ | 6        | 410      | 1.0805   |
| 9    | 湯浅政彦                 | 新日鐵ブレイザーズ             | 5        | 282      | 0.9894   |
| 10   | 栗生澤淳一               | JTサンダーズ                   | 4        | 253      | 0.9723   |

#### ブロック決定本数
※=現役、チーム名は2016/17シーズン終了時または引退時所属
| 順位 | 選手名                 | チーム名               | リーグ数 | セット数 | 決定本数 |
| ---- | ---------------------- | ---------------------- | -------- | -------- | -------- |
| 1    | 北川祐介               | 豊田合成トレフェルサ   | 11       | 992      | 845      |
| 2    | 富松崇彰※              | 東レ・アローズ         | 11       | 960      | 809      |
| 3    | 山村宏太               | サントリーサンバーズ   | 15       | 1158     | 683      |
| 4    | 川浦博昭               | 豊田合成トレフェルサ   | 14       | 1096     | 652      |
| 5    | 白澤健児※              | パナソニックパンサーズ | 10       | 895      | 644      |
| 6    | 佐々木太一             | サントリーサンバーズ   | 11       | 774      | 631      |
| 7    | 大竹秀之               | NECブルーロケッツ      | 7        | 457      | 609      |
| 8    | 松本慶彦※              | 堺ブレイザーズ         | 13       | 1067     | 546      |
| 9    | オレーク・シャトーノフ | JTサンダーズ           | 5        | 339      | 493      |
| 10   | 篠田歩                 | 東レ・アローズ         | 12       | 899      | 484      |

#### サーブ効果率
1000打数以上　※=現役、チーム名は2016/17シーズン終了時または引退時所属
| 順位 | 選手名                  | チーム名                       | リーグ数 | 打数  | 効果率 |
| ---- | ----------------------- | ------------------------------ | -------- | ----- | ------ |
| 1    | ジルソン・ベルナルド    | サントリーサンバーズ           | 6        | 1935  | 19.72  |
| 2    | イゴール・オムルチェン※ | 豊田合成トレフェルサ           | 5        | 1911  | 18.47  |
| 3    | ミラン・ペピチ※         | FC東京                         | 5        | 1631  | 17.71  |
| 4    | 越川優                  | JTサンダーズ                   | 11       | 3808  | 16.96  |
| 5    | イリア・サベリエフ      | JTサンダーズ                   | 6        | 2096  | 16.479 |
| 6    | 鈴木悠二※               | 東レ・アローズ                 | 8        | 13421 | 16.43  |
| 7    | サンドロ・カントル      | 松下電器パナソニックパンサーズ | 4        | 1366  | 15.88  |
| 8    | エルナルド・ゴメス      | JTサンダーズ                   | 5        | 1831  | 15.63  |
| 9    | エンダキ・エムブレイ    | 堺ブレイザーズ                 | 5        | 1474  | 15.50  |
| 10   | 山本隆弘                | パナソニックパンサーズ         | 12       | 3010  | 15.43  |
| 10   | 高橋和人                | ジェイテクトSTINGS             | 11       | 2858  | 15.43  |

### 個人大会記録

#### アタック決定率
※=現役、太字は日本人最高記録
| 順位 | 選手名                 | チーム名                       | リーグ名 | 打数 | 決定率（%） |
| ---- | ---------------------- | ------------------------------ | -------- | ---- | ----------- |
| 1    | オレーク・シャトーノフ | JTサンダーズ                   | 第3回    | 603  | 64.68       |
| 2    | 佐々木太一             | サントリーサンバーズ           | 第8回    | 204  | 63.73       |
| 3    | トーマス・ホフ         | 東レ・アローズ                 | 第7回    | 205  | 63.41       |
| 4    | 佐々木太一             | サントリーサンバーズ           | 第7回    | 180  | 63.33       |
| 5    | トーマス・ホフ         | 東レ・アローズ                 | 第6回    | 272  | 62.50       |
| 6    | 北川祐介               | 松下電器パナソニックパンサーズ | 第11回   | 305  | 62.30       |
| 7    | 佐々木太一             | サントリーサンバーズ           | 第6回    | 212  | 61.79       |
| 8    | 澤畠雄一郎             | 新日鐵ブレイザーズ             | 第6回    | 198  | 61.62       |
| 9    | 北川祐介               | 松下電器パナソニックパンサーズ | 第8回    | 231  | 61.04       |
| 10   | オレーク・シャトーノフ | JTサンダーズ                   | 第2回    | 790  | 60.89       |

#### 最多得点
ラリーポイント制導入（第6回リーグ）以降　※=現役
| 順位 | 選手名                             | チーム名                 | リーグ名 | アタック | ブロック | サーブ | 得点合計 |
| ---- | ---------------------------------- | ------------------------ | -------- | -------- | -------- | ------ | -------- |
| 1    | エルナルド・ゴメス                 | 豊田合成トレフェルサ     | 第11回   | 654      | 31       | 26     | 711      |
| 2    | フィリップ・マイヨ                 | 大分三好ヴァイセアドラー | 2006/07  | 650      | 29       | 22     | 701      |
| 3    | ミラン・ペピチ※                    | 堺ブレイザーズ           | 2013/14  | 578      | 61       | 48     | 687      |
| 4    | エルナルド・ゴメス                 | JTサンダーズ             | 2008/09  | 594      | 58       | 22     | 674      |
| 5    | ウラジミール・ニコロフ             | 東レ・アローズ           | 2006/07  | 568      | 45       | 56     | 669      |
| 6    | エルナルド・ゴメス                 | JTサンダーズ             | 2010/11  | 571      | 43       | 43     | 657      |
| 7    | イゴール・オムルチェン※            | JTサンダーズ             | 2013/14  | 571      | 46       | 35     | 652      |
| 8    | ジルソン・ベルナルド               | サントリーサンバーズ     | 第9回    | 546      | 25       | 63     | 634      |
| 9    | レアンドロ・アラウジョ・ダ・シルバ | 東レ・アローズ           | 2007/08  | 558      | 37       | 36     | 631      |
| 10   | デヤン・ボヨビッチ                 | 東レ・アローズ           | 2008/09  | 544      | 57       | 26     | 627      |

#### セット平均ブロック決定本数
※=現役、太字は日本人最高記録
| 順位 | 選手名                 | チーム名                 | リーグ名 | 決定本数 |
| ---- | ---------------------- | ------------------------ | -------- | -------- |
| 1    | 小川淳                 | 新日鐵ブレイザーズ       | 第5回    | 1.8333   |
| 2    | 湯浅政彦               | 新日鐵ブレイザーズ       | 第5回    | 1.7955   |
| 3    | オレーク・シャトーノフ | JTサンダーズ             | 第2回    | 1.6829   |
| 4    | 蔭山弘道               | 富士フイルム・プラネッツ | 第2回    | 1.6447   |
| 5    | オレーク・シャトーノフ | JTサンダーズ             | 第3回    | 1.6235   |
| 6    | 大竹秀之               | NECブルーロケッツ        | 第3回    | 1.5915   |
| 7    | オレーク・シャトーノフ | JTサンダーズ             | 第1回    | 1.5854   |
| 8    | 大竹秀之               | NECブルーロケッツ        | 第2回    | 1.5802   |
| 9    | 佐々木太一             | サントリーサンバーズ     | 第5回    | 1.5763   |
| 10   | 朝日健太郎             | サントリーサンバーズ     | 第4回    | 1.5536   |

#### サーブレシーブ成功率
※=現役、太字は日本人最高記録
| 順位 | 選手名   | チーム名                       | リーグ名 | 成功率（%） |
| ---- | -------- | ------------------------------ | -------- | ----------- |
| 1    | 古田博幸 | 住友金属ギラソール             | 第4回    | 87.88       |
| 2    | 米山博之 | 松下電器パナソニックパンサーズ | 第4回    | 86.96       |
| 3    | 古田博幸 | 旭化成スパーキッズ             | 第5回    | 86.90       |
| 4    | 青山繁   | 富士フイルム・プラネッツ       | 第4回    | 86.27       |
| 5    | 出倉諭   | 富士フイルム・プラネッツ       | 第3回    | 86.25       |
| 6    | 竹内実   | NECブルーロケッツ              | 第4回    | 85.95       |
| 7    | 桐原勇人 | 新日鐵ブレイザーズ             | 第2回    | 85.11       |
| 8    | 青山繁   | 富士フイルム・プラネッツ       | 第3回    | 85.10       |
| 9    | 青山繁   | 富士フイルム・プラネッツ       | 第8回    | 84.69       |
| 10   | 荻野正二 | サントリーサンバーズ           | 第2回    | 84.66       |

#### サーブ効果率
※=現役、太字は日本人最高記録
| 順位 | 選手名                   | チーム名             | リーグ名 | 打数 | 効果率（%） |
| ---- | ------------------------ | -------------------- | -------- | ---- | ----------- |
| 1    | イリア・サベリエフ       | JTサンダーズ         | 第7回    | 280  | 24.48       |
| 2    | ジルソン・ベルナルド     | サントリーサンバーズ | 第9回    | 369  | 23.93       |
| 3    | イゴール・オムルチェン   | 豊田合成トレフェルサ | 2015/16  | 362  | 23.65       |
| 4    | ジルソン・ベルナルド     | サントリーサンバーズ | 第7回    | 297  | 23.20       |
| 5    | ミラン・ペピチ           | 堺ブレイザーズ       | 2015/16  | 293  | 22.20       |
| 6    | マテイ・カジースキ       | ジェイテクトSTINGS   | 2016/17  | 329  | 21.20       |
| 7    | 越川優※                  | JTサンダーズ         | 2013/14  | 485  | 21.10       |
| 8    | アンデルソン・ロドリゲス | NECブルーロケッツ    | 第10回   | 333  | 20.72       |
| 9    | マテイ・カジースキ       | ジェイテクトSTINGS   | 2015/16  | 311  | 20.68       |
| 10   | ジルソン・ベルナルド     | サントリーサンバーズ | 第6回    | 279  | 20.38       |

### 特別表彰

#### Vリーグ栄誉賞
優勝に貢献した選手（MVPまたは敢闘賞5回以上）
※=旧：日本リーグの受賞回数を含む
| 選手名               | チーム名             | 受賞回数              |
| -------------------- | -------------------- | --------------------- |
| 田中幹保             | 新日鐵               | MVP：7回、敢闘賞：4回 |
| 森田淳悟             | 日本鋼管             | MVP：2回、敢闘賞：4回 |
| 中垣内祐一           | 新日鐵ブレイザーズ   | MVP：3回、敢闘賞：3回 |
| 山田修司             | 富士フイルム         | MVP：2回、敢闘賞：4回 |
| ジルソン・ベルナルド | サントリーサンバーズ | MVP：5回              |

個人記録で傑出した選手（個人賞10回以上）
※=現役、旧：日本リーグの受賞回数を含む
| 選手名               | チーム名                    | 受賞回数 |
| -------------------- | --------------------------- | -------- |
| 田中幹保             | 新日鐵                      | 20       |
| ジルソン・ベルナルド | サントリーサンバーズ        | 18       |
| 富松崇彰※            | 東レ・アローズ              | 16       |
| 森田淳悟             | 日本鋼管                    | 15       |
| 大古誠司             | 日本鋼管/サントリー         | 14       |
| 小田勝美             | 新日鐵                      | 13       |
| 青山繁               | 富士フイルム/東レ・アローズ | 13       |
| 眞鍋政義             | 新日鐵/松下電器/旭化成      | 12       |
| 中垣内祐一           | 新日鐵ブレイザーズ          | 12       |
| 岩島章博             | 富士フイルム                | 11       |
| 荻野正二             | サントリーサンバーズ        | 11       |
| 山田修司             | 富士フイルム                | 10       |
| 植田辰哉             | 新日鐵ブレイザーズ          | 10       |
| 越川優               | サントリーサンバーズ/JT     | 10       |

長期活躍している選手（10シーズン、230試合以上出場）
※=現役
| 選手名      | チーム名                       | 出場試合数 |
| ----------- | ------------------------------ | ---------- |
| 山村宏太    | サントリー                     | 352        |
| 荻野正二    | サントリー                     | 331        |
| 盛重龍      | 豊田合成/FC東京                | 323        |
| 川村慎二    | パナソニック                   | 321        |
| 川浦博昭    | 富士フイルム/豊田合成          | 316        |
| 甲斐祐之    | 堺/旭化成/豊田合成/JT          | 309        |
| 松本慶彦※   | NEC/堺                         | 301        |
| 小糸敬夫    | パナソニック                   | 299        |
| 酒井大祐※   | JT/サントリー                  | 296        |
| 山本隆弘    | パナソニック                   | 294        |
| 宇佐美大輔  | NEC/パナソニック               | 293        |
| 阿部裕太※   | 東レ/サントリー                | 293        |
| 徳元幸人    | JT                             | 275        |
| 鈴木寛史※   | サントリー                     | 273        |
| 篠田歩      | 東レ                           | 272        |
| 越川優※     | サントリー/JT                  | 268        |
| 井上裕介※   | 大分三好/堺                    | 266        |
| 津曲勝利    | サントリー                     | 264        |
| 古賀幸一郎※ | NEC/豊田合成                   | 263        |
| 富松崇彰※   | 東レ                           | 262        |
| 田辺修      | 東レ                           | 261        |
| 坂本雄一郎  | 日立国分/サントリー            | 259        |
| 栗原圭介    | サントリー                     | 259        |
| 石島雄介    | 堺                             | 257        |
| 平野信孝    | JT                             | 256        |
| 小西健太    | 堺/パナソニック                | 256        |
| 北川祐介    | 松下電器                       | 256        |
| 枩田優介    | パナソニック                   | 253        |
| 谷村孝      | パナソニック                   | 252        |
| 伊藤信博    | 新日鉄/堺                      | 249        |
| 町野仁志※   | JT                             | 248        |
| 北島武      | 堺                             | 247        |
| 白澤健児※   | パナソニック                   | 247        |
| 米山裕太※   | 東レ                           | 242        |
| 宮下雅寛    | JT                             | 241        |
| 金子隆行    | NEC/サントリー                 | 238        |
| 高橋和人    | 豊田合成/大分三好/ジェイテクト | 238        |
| 永野健      | パナソニック                   | 236        |
| 角田辰徳    | 東レ/ジェイテクト              | 235        |
| 高橋慎治    | 旭化成/NEC/ジェイテクト        | 235        |
| 竹内実      | NKK/NEC                        | 232        |
| 青山繁      | 富士フイルム/東レ              | 231        |
| 齋藤信治    | 東レ                           | 230        |
| 岡本秀明    | 豊田合成                       | 230        |

#### Vリーグ日本記録賞
※=現役
| 部門           | 選手名     | チーム名             | リーグ名 | 記録   |
| -------------- | ---------- | -------------------- | -------- | ------ |
| スパイク       | 佐々木太一 | サントリーサンバーズ | 第8回    | 63.73% |
| 最多得点       | 越川優     | JTサンダーズ         | 2013/14  | 532点  |
| ブロック       | 小川淳     | 新日鐵ブレイザーズ   | 第5回    | 183本  |
| サーブ         | 越川優     | JTサンダーズ         | 2013/14  | 21.1%  |
| サーブレシーブ | 古田博幸   | 住友金属ギラソール   | 第4回    | 87.89% |

## 女子
- ■はV・チャレンジリーグI[1]への降格チーム[2]
- ■はV・チャレンジマッチ[3]の結果残留したチーム
- ■は休部・廃部チーム

### レギュラーラウンド順位
| 回 / シーズン | 1位        | 2位        | 3位                            | 4位              | 5位                  | 6位        | 7位              | 8位                  | 9位        | 10位       | 11位 |
| ------------- | ---------- | ---------- | ------------------------------ | ---------------- | -------------------- | ---------- | ---------------- | -------------------- | ---------- | ---------- | ---- |
| 第1回         | ダイエー   | ユニチカ   | 日立                           | イトーヨーカドー | NEC                  | 小田急     | 日本電装         | 久光製薬スプリングス | -          | -          | -    |
| 第2回         | ダイエー   | 東洋紡     | NEC                            | ユニチカ         | イトーヨーカドー     | 日立       | 小田急           | 東芝                 | -          | -          | -    |
| 第3回         | NEC        | 東洋紡     | イトーヨーカドー               | デンソー         | ユニチカ             | ダイエー   | 日立             | JT                   | -          | -          | -    |
| 第4回         | ダイエー   | NEC        | イトーヨーカドー               | ユニチカ         | デンソー             | 東洋紡     | 東芝             | 小田急               | -          | -          | -    |
| 第5回         | デンソー   | NEC        | 東洋紡                         | 日立             | オレンジアタッカーズ | ユニチカ   | イトーヨーカドー | 日立佐和             | 東芝       | 小田急     | -    |
| 第6回         | NEC        | 東洋紡     | ユニチカ                       | 日立             | オレンジアタッカーズ | デンソー   | JT               | イトーヨーカドー     | シーガルズ | 日立佐和   | -    |
| 第7回         | NEC        | 東洋紡     | 久光製薬スプリングアタッカーズ | 東レ             | イトーヨーカドー     | 日立       | パイオニア       | JT                   | デンソー   | シーガルズ | -    |
| 第8回         | 東レ       | パイオニア | 久光製薬スプリングアタッカーズ | NEC              | シーガルズ           | 東洋紡     | 武富士           | デンソー             | JT         | -          | -    |
| 第9回         | NEC        | 久光製薬   | 東レ                           | 武富士           | パイオニア           | シーガルズ | デンソー         | 日立佐和             | -          | -          | -    |
| 第10回        | パイオニア | 東レ       | NEC                            | 久光製薬         | シーガルズ           | 日立佐和   | JT               | 武富士               | デンソー   | 茂原       | -    |
| 第11回        | パイオニア | NEC        | JT                             | デンソー         | シーガルズ           | 久光製薬   | 武富士           | 東レ                 | 日立佐和   | 茂原       | -    |
| 第12回        | パイオニア | 久光製薬   | 東レ                           | 武富士           | シーガルズ           | NEC        | JT               | 日立佐和             | デンソー   | 茂原       | -    |
| 2006/07       | 久光製薬   | JT         | 武富士                         | パイオニア       | NEC                  | 東レ       | デンソー         | 岡山                 | 日立佐和   | トヨタ車体 | -    |
| 2007/08       | 東レ       | デンソー   | 久光製薬                       | 岡山             | パイオニア           | NEC        | トヨタ車体       | JT                   | 武富士     | 日立佐和   | -    |
| 2008/09       | 東レ       | 久光製薬   | NEC                            | デンソー         | トヨタ車体           | パイオニア | 岡山             | 武富士               | JT         | 日立佐和   | -    |
| 2009/10       | JT         | 東レ       | 久光製薬                       | デンソー         | NEC                  | 岡山       | トヨタ車体       | パイオニア           | -          | -          | -    |
| 2010/11       | JT         | 東レ       | 久光製薬                       | NEC              | トヨタ車体           | デンソー   | パイオニア       | 岡山                 | -          | -          | -    |
| 2011/12       | 東レ       | 久光製薬   | デンソー                       | 岡山             | JT                   | パイオニア | トヨタ車体       | NEC                  | -          | -          | -    |
| 2012/13       | NEC        | 久光製薬   | 東レ                           | 岡山             | トヨタ車体           | JT         | デンソー         | パイオニア           | -          | -          | -    |
| 2013/14       | 久光製薬   | 東レ       | 岡山                           | トヨタ車体       | NEC                  | 日立       | JT               | パイオニア           | -          | -          | -    |
| 2014/15       | 久光製薬   | NEC        | 岡山                           | 上尾             | 東レ                 | 日立       | デンソー         | トヨタ車体           | -          | -          | -    |
| 2015/16       | 東レ       | 久光製薬   | 日立                           | 岡山             | NEC                  | トヨタ車体 | デンソー         | 上尾                 | -          | -          | -    |
| 2016/17       | NEC        | 久光製薬   | 日立                           | JT               | トヨタ車体           | 東レ       | 岡山             | PFU                  | -          | -          | -    |
| 2017/18       | 久光製薬   | JT         | トヨタ車体                     | デンソー         | NEC                  | 東レ       | 上尾             | 日立                 | -          | -          | -    |
| 2018/19       | 久光製薬   | 東レ       | JT                             | トヨタ車体       | デンソー             | NEC        | 上尾             | 日立                 | 岡山       | KUROBE     | PFU  |

### ファイナルラウンド順位
| 回 / シーズン | 優勝                           | 準優勝                         | 3位        | 4位              |
| ------------- | ------------------------------ | ------------------------------ | ---------- | ---------------- |
| 第1回         | ダイエー                       | ユニチカ                       | 日立       | イトーヨーカドー |
| 第2回         | ユニチカ                       | NEC                            | 東洋紡     | ダイエー         |
| 第3回         | NEC                            | 東洋紡                         | デンソー   | イトーヨーカドー |
| 第4回         | ダイエー                       | NEC                            | ユニチカ   | イトーヨーカドー |
| 第5回         | 東洋紡                         | 日立                           | NEC        | デンソー         |
| 第6回         | NEC                            | 東洋紡                         | ユニチカ   | 日立             |
| 第7回         | 東洋紡                         | 久光製薬スプリングアタッカーズ | NEC        | 東レ             |
| 第8回         | 久光製薬スプリングアタッカーズ | NEC                            | パイオニア | 東レ             |
| 第9回         | NEC                            | 武富士                         | 東レ       | 久光製薬         |
| 第10回        | パイオニア                     | 東レ                           | 久光製薬   | NEC              |
| 第11回        | NEC                            | パイオニア                     | デンソー   | JT               |
| 第12回        | パイオニア                     | 久光製薬                       | 武富士     | 東レ             |
| 2006/07       | 久光製薬                       | JT                             | パイオニア | 武富士           |
| 2007/08       | 東レ                           | デンソー                       | 久光製薬   | 岡山             |
| 2008/09       | 東レ                           | 久光製薬                       | NEC        | デンソー         |
| 2009/10       | 東レ                           | JT                             | デンソー   | 久光製薬         |
| 2010/11       | －                             | －                             | －         | －               |
| 2011/12       | 東レ                           | 久光製薬                       | デンソー   | 岡山             |
| 2012/13       | 久光製薬                       | 東レ                           | 岡山       | NEC              |
| 2013/14       | 久光製薬                       | 岡山                           | 東レ       | トヨタ車体       |

### ファイナル6順位
| シーズン | 1位      | 2位      | 3位        | 4位      | 5位        | 6位  |
| -------- | -------- | -------- | ---------- | -------- | ---------- | ---- |
| 2014/15  | 久光製薬 | NEC      | 上尾       | 岡山     | 日立       | 東レ |
| 2015/16  | 日立     | 東レ     | 久光製薬   | NEC      | トヨタ車体 | 岡山 |
| 2016/17  | NEC      | 久光製薬 | 日立       | JT       | トヨタ車体 | 東レ |
| 2017/18  | JT       | 久光製薬 | トヨタ車体 | デンソー | NEC        | 東レ |

### ファイナル8順位
| シーズン | 1位      | 2位  | 3位 | 4位        | 5位      | 6位 | 7位  | 8位  |
| -------- | -------- | ---- | --- | ---------- | -------- | --- | ---- | ---- |
| 2018/19  | 久光製薬 | 東レ | JT  | トヨタ車体 | デンソー | NEC | 上尾 | 日立 |

### ファイナル3・ファイナル順位
| シーズン | 優勝     | 準優勝   | 3位        |
| -------- | -------- | -------- | ---------- |
| 2014/15  | NEC      | 久光製薬 | 上尾       |
| 2015/16  | 久光製薬 | 日立     | 東レ       |
| 2016/17  | NEC      | 久光製薬 | 日立       |
| 2017/18  | 久光製薬 | JT       | トヨタ車体 |
| 2018/19  | 久光製薬 | 東レ     | JT         |
| 2019/20  | JT       | 岡山     | 埼玉上尾   |

### 個人賞（1）
| 回 / シーズン | 優勝監督賞                                                | 最高殊勲選手賞                                | 敢闘賞                                      | ベスト6賞                             | ベスト6賞                                   | ベスト6賞                               | ベスト6賞                                     | ベスト6賞                               | ベスト6賞                                   | ベストリベロ賞                              |
| ------------- | --------------------------------------------------------- | --------------------------------------------- | ------------------------------------------- | ------------------------------------- | ------------------------------------------- | --------------------------------------- | --------------------------------------------- | --------------------------------------- | ------------------------------------------- | ------------------------------------------- |
| 第1回         | アリー・セリンジャー （ダイエー）                         | ポーラ・ワイショフ （ダイエー）               | 中西千枝子 （ユニチカ）                     | 福田記代子 （日立）                   | 高山佳代 （イトーヨーカドー）               | ポーラ・ワイショフ （ダイエー）         | 許春蓮 （ユニチカ）                           | バーバラ・イエリッチ （日本電装）       | 中西千枝子 （ユニチカ）                     | -                                           |
| 第2回         | 達川実 （ユニチカ）                                       | 佐伯美香 （ユニチカ）                         | エレーナ・バトフチナ （NEC）                | マガリ・カルバハル （ダイエー）       | エレーナ・バトフチナ （NEC）                | 大林素子 （東洋紡）                     | 佐伯美香 （ユニチカ）                         | エフゲーニャ・アルタモノワ （東洋紡）   | 中西千枝子 （ユニチカ）                     | -                                           |
| 第3回         | 葛和伸元 （NEC）                                          | エレーナ・バトフチナ （NEC）                  | 大林素子 （東洋紡）                         | 斎藤真由美 （イトーヨーカドー）       | エフゲーニャ・アルタモノワ （東洋紡）       | 大懸郁久美 （NEC）                      | エレーナ・バトフチナ （NEC）                  | バーバラ・イエリッチ （デンソー）       | 矢野美紀 （NEC）                            | -                                           |
| 第4回         | アリー・セリンジャー （ダイエー）                         | 斎藤真由美 （ダイエー）                       | 大懸郁久美 （NEC）                          | 吉原知子 （ダイエー）                 | ガブリエラ・ペレス （イトーヨーカドー）     | 斎藤真由美 （ダイエー）                 | ヨーコ・ゼッターランド （ダイエー）           | 大懸郁久美 （NEC）                      | エレーナ・チューリナ （NEC）                | -                                           |
| 第5回         | 柳本晶一 （東洋紡）                                       | エフゲーニャ・アルタモノワ （東洋紡）         | リュボフ・ソコロワ （日立）                 | バーバラ・イエリッチ （デンソー）     | リュボフ・ソコロワ （日立）                 | エフゲーニャ・アルタモノワ （東洋紡）   | 大懸郁久美 （NEC）                            | 吉原知子 （オレンジアタッカーズ）       | 磯辺絵梨子 （ユニチカ）                     | -                                           |
| 第6回         | 吉川正博 （NEC）                                          | 大懸郁久美 （NEC）                            | 吉原知子 （東洋紡）                         | 大懸郁久美 （NEC）                    | 熊前知加子 （ユニチカ）                     | 江藤直美 （日立）                       | 竹下佳江 （NEC）                              | 先野久美子 （オレンジアタッカーズ）     | 吉原知子 （東洋紡）                         | -                                           |
| 第7回         | 柳本晶一 （東洋紡）                                       | 吉原知子 （東洋紡）                           | 関井陽子 （久光製薬スプリングアタッカーズ） | 大懸郁久美 （NEC）                    | 熊前知加子 （東レ）                         | 佐々木みき （東洋紡）                   | 竹下佳江 （NEC）                              | 吉原知子 （東洋紡）                     | 関井陽子 （久光製薬スプリングアタッカーズ） | -                                           |
| 第8回         | アビタル・セリンジャー （久光製薬スプリングアタッカーズ） | 先野久美子 （久光製薬スプリングアタッカーズ） | 高橋みゆき （NEC）                          | 熊前知加子 （東レ）                   | 杉山祥子 （NEC）                            | 椿本真恵 （パイオニア）                 | 先野久美子 （久光製薬スプリングアタッカーズ） | 高橋みゆき （NEC）                      | 鶴田桂子 （久光製薬スプリングアタッカーズ） | 高橋幸子 （久光製薬スプリングアタッカーズ） |
| 第9回         | 葛和伸元 （NEC）                                          | 高橋みゆき （NEC）                            | エフゲーニャ・アルタモノワ （武富士）       | エフゲーニャ・アルタモノワ （武富士） | 高橋みゆき （NEC）                          | フランシーヌ・フールマン （久光製薬）   | 熊前知加子 （東レ）                           | 杉山祥子 （NEC）                        | 大貫美奈子 （NEC）                          | 佐野優子 （東レ）                           |
| 第10回        | アリー・セリンジャー （パイオニア）                       | 佐々木みき （パイオニア）                     | モニーク・アダムス （東レ）                 | 杉山祥子 （NEC）                      | 佐々木みき （パイオニア）                   | フランシーヌ・フールマン （パイオニア） | モニーク・アダムス （東レ）                   | 荒木絵里香 （東レ）                     | 竹下佳江 （JT）                             | 津雲博子 （NEC）                            |
| 第11回        | 吉川正博 （NEC）                                          | 仁木希 （NEC）                                | フランシーヌ・フールマン （パイオニア）     | 仁木希 （NEC）                        | 大貫美奈子 （NEC）                          | 佐々木みき （パイオニア）               | フランシーヌ・フールマン （パイオニア）       | 熊前知加子 （JT）                       | 先野久美子 （久光製薬）                     | 櫻井由香 （デンソー）                       |
| 第12回        | アリー・セリンジャー （パイオニア）                       | 栗原恵 （パイオニア）                         | ケニア・カルカセス （久光製薬）             | 栗原恵 （パイオニア）                 | フランシーヌ・フールマン （パイオニア）     | 内田役子 （パイオニア）                 | ケニア・カルカセス （久光製薬）               | 荒木絵里香 （東レ）                     | 杉山祥子 （NEC）                            | 吉田あい （久光製薬）                       |
| 2006/07       | 眞鍋政義 （久光製薬）                                     | 先野久美子 （久光製薬）                       | モレーノ・ピーノ・ケニー （JT）             | モレーノ・ピーノ・ケニー （JT）       | アナパウラ・ロペス・フェレイラ （久光製薬） | 谷口雅美 （JT）                         | 先野久美子 （久光製薬）                       | 井上香織 （デンソー）                   | 橋本直子 （久光製薬）                       | 佐野優子 （久光製薬）                       |
| 2007/08       | 菅野幸一郎 （東レ）                                       | 荒木絵里香 （東レ）                           | 岡野知子 （デンソー）                       | イエレナ・パブロワ （久光製薬）       | ベタニア・デラクルス （東レ）               | 木村沙織 （東レ）                       | 荒木絵里香 （東レ）                           | 井上香織 （デンソー）                   | 中道瞳 （東レ）                             | 佐野優子 （久光製薬）                       |
| 2008/09       | 菅野幸一郎 （東レ）                                       | 張越紅 （東レ）                               | 佐野優子 （久光製薬）                       | 張越紅 （東レ）                       | 木村沙織 （東レ）                           | 兵動希 （久光製薬）                     | 西脇万里子 （東レ）                           | 杉山祥子 （NEC）                        | 中道瞳 （東レ）                             | 佐野優子 （久光製薬）                       |
| 2009/10       | 菅野幸一郎 （東レ）                                       | 木村沙織 （東レ）                             | キム・ヨンギョン （JT）                     | 木村沙織 （東レ）                     | キム・ヨンギョン （JT）                     | 迫田さおり （東レ）                     | 荒木絵里香 （東レ）                           | 山本愛 （JT）                           | 竹下佳江 （JT）                             | 濱口華菜里 （東レ）                         |
| 2010/11       | 石原昭久 （JT）                                           | キム・ヨンギョン （JT）                       | 木村沙織 （東レ）                           | キム・ヨンギョン （JT）               | 木村沙織 （東レ）                           | フェルナンダ・ガライ （NEC）            | 荒木絵里香 （東レ）                           | 山本愛 （JT）                           | 竹下佳江 （JT）                             | 井上琴絵 （JT）                             |
| 2011/12       | 菅野幸一郎 （東レ）                                       | 荒木絵里香 （東レ）                           | 石田瑞穂 （久光製薬）                       | ベタニア・デラクルス （デンソー）     | 木村沙織 （東レ）                           | 石田瑞穂 （久光製薬）                   | 荒木絵里香 （東レ）                           | 山口舞 （岡山）                         | 中道瞳 （東レ）                             | 座安琴希 （久光製薬）                       |
| 2012/13       | 中田久美 （久光製薬）                                     | 長岡望悠 （久光製薬）                         | 荒木絵里香 （東レ）                         | 長岡望悠 （久光製薬）                 | 平井香菜子 （久光製薬）                     | 古藤千鶴 （久光製薬）                   | 荒木絵里香 （東レ）                           | 迫田さおり （東レ）                     | 近江あかり （NEC）                          | 座安琴希 （久光製薬）                       |
| 2013/14       | 中田久美 （久光製薬）                                     | 新鍋理沙 （久光製薬）                         | 宮下遥 （岡山）                             | 長岡望悠 （久光製薬）                 | 新鍋理沙 （久光製薬）                       | 岩坂名奈 （久光製薬）                   | 山口舞 （岡山）                               | 宮下遥 （岡山）                         | 迫田さおり （東レ）                         | 筒井さやか （久光製薬）                     |
| 2014/15       | 山田晃豊 （NEC）                                          | 近江あかり （NEC）                            | 長岡望悠 （久光製薬）                       | 近江あかり （NEC）                    | 島村春世 （NEC）                            | 山口かなめ （NEC）                      | 長岡望悠 （久光製薬）                         | 新鍋理沙 （久光製薬）                   | 荒木絵里香 （上尾）                         | 岩崎紗也加 （NEC）                          |
| 2015/16       | 中田久美 （久光製薬）                                     | 長岡望悠 （久光製薬）                         | 佐藤美弥 （日立）                           | 長岡望悠 （久光製薬）                 | 岩坂名奈 （久光製薬）                       | 佐藤美弥 （日立）                       | ローレン・パオリーニ （日立）                 | 迫田さおり （東レ）                     | ポリーナ・ラヒモワ （トヨタ車体）           | 佐藤あり紗 （日立）                         |
| 2016/17       | 山田晃豊 （NEC）                                          | 古賀紗理那 （NEC）                            | 石井優希 （久光製薬）                       | 古賀紗理那 （NEC）                    | 大野果奈 （NEC）                            | 山口かなめ （NEC）                      | 長岡望悠 （久光製薬）                         | ポリーナ・ラヒモワ （トヨタ車体）       | 荒木絵里香 （トヨタ車体）                   | 佐藤あり紗 （日立）                         |
| 2017/18       | 酒井新悟 （久光製薬）                                     | 石井優希 （久光製薬）                         | ブランキツァ・ミハイロビッチ （JT）         | 石井優希 （久光製薬）                 | フォルケ・アキンラデウォ （久光製薬）       | ブランキツァ・ミハイロビッチ （JT）     | 田中美咲 （JT）                               | ネリマン・ゲンシュレック （トヨタ車体） | 荒木絵里香 （トヨタ車体）                   | 小幡真子 （JT）                             |
| 2018/19       | 酒井新悟 （久光製薬）                                     | フォルケ・アキンラデウォ （久光製薬）         | ヤナ・クラン （東レ）                       | 新鍋理沙 （久光製薬）                 | ヤナ・クラン （東レ）                       | ブランキツァ・ミハイロビッチ （JT）     | フォルケ・アキンラデウォ （久光製薬）         | シニアード・ジャック （デンソー）       | 関菜々巳 （東レ）                           | 小幡真子 （JT）                             |
| 2019/20       | 吉原知子 （JT）                                           | アンドレア・ドルーズ （JT）                   | 金田修佳 （岡山）                           | アンドレア・ドルーズ （JT）           | 金田修佳 （岡山）                           | ネリマン・オズソイ （トヨタ車体）       | シニアード・ジャック （デンソー）             | 荒木絵里香 （トヨタ車体）               | 籾井あき （JT）                             | 小幡真子 （JT）                             |

### 個人賞（2）
| 回     | 新人賞                  | 得点王                                | スパイク賞                              | ブロック賞                              | サーブ賞                                  | サーブレシーブ賞             | レシーブ賞                                  | 猛打賞                            | 特別賞                                    |
| ------ | ----------------------- | ------------------------------------- | --------------------------------------- | --------------------------------------- | ----------------------------------------- | ---------------------------- | ------------------------------------------- | --------------------------------- | ----------------------------------------- |
| 第1回  | 備前夕子 （日立）       | -                                     | ポーラ・ワイショフ （ダイエー）         | 江越由佳 （ユニチカ）                   | バーバラ・イエリッチ （日本電装）         | エレーナ・バトフチナ （NEC） | 中西千枝子 （ユニチカ）                     | バーバラ・イエリッチ （日本電装） | -                                         |
| 第2回  | 中野由紀 （東洋紡）     | -                                     | エリザベータ・ティーシェンコ （NEC）    | ナターリヤ・モロゾワ （東洋紡）         | エレーナ・チェブキナ （イトーヨーカドー） | エレーナ・バトフチナ （NEC） | 佐伯美香 （ユニチカ）                       | マガリ・カルバハル （ダイエー）   | -                                         |
| 第3回  | 佐々木みき （ダイエー） | -                                     | エリザベータ・ティーシェンコ （NEC）    | ナターリヤ・モロゾワ （東洋紡）         | タチヤーナ・メンソーワ （JT）             | 大懸郁久美 （NEC）           | 中村和美 （ユニチカ）                       | バーバラ・イエリッチ （デンソー） | 大林素子 （東洋紡） 佐伯美香 （ユニチカ） |
| 第4回  | 満永ひとみ （ダイエー） | -                                     | 吉原知子 （ダイエー）                   | ガブリエラ・ペレス （イトーヨーカドー） | エレーナ・バトフチナ （NEC）              | 大懸郁久美 （NEC）           | 津雲博子 （NEC）                            | バーバラ・イエリッチ （デンソー） | バーバラ・イエリッチ （デンソー）         |
| 第5回  | 杉山祥子 （NEC）        | バーバラ・イエリッチ （デンソー）     | バーバラ・イエリッチ （デンソー）       | 江越由佳 （ユニチカ）                   | バーバラ・イエリッチ （デンソー）         | 津雲博子 （NEC）             | 津雲博子 （NEC）                            | バーバラ・イエリッチ （デンソー） | バーバラ・イエリッチ （デンソー）         |
| 第6回  | 高橋みゆき （NEC）      | 熊前知加子 （ユニチカ）               | 先野久美子 （オレンジアタッカーズ）     | 江藤直美 （日立）                       | 丹山美紗緒 （東洋紡）                     | 櫻井由香 （デンソー）        | 津雲博子 （NEC）                            | 熊前知加子 （ユニチカ）           | -                                         |
| 第7回  | 大友愛 （NEC）          | 熊前知加子 （東レ）                   | 森山淳子 （東洋紡）                     | 江藤直美 （日立）                       | 向井久子 （東レ）                         | 大懸郁久美 （NEC）           | 高橋幸子 （久光製薬スプリングアタッカーズ） | 熊前知加子 （東レ）               | -                                         |
| 第8回  | 冨田寧寧 （東レ）       | 熊前知加子 （東レ）                   | 杉山祥子 （NEC）                        | ダニエル・スコット （パイオニア）       | 大貫美奈子 （NEC）                        | 田中姿子 （NEC）             | 木村久美 （東レ）                           | -                                 | -                                         |
| 第9回  | 井村仁美 （武富士）     | エフゲーニャ・アルタモノワ （武富士） | フランシーヌ・フールマン （久光製薬）   | ダニエル・スコット （パイオニア）       | 高橋みゆき （NEC）                        | 佐野優子 （東レ）            | 高橋みゆき （NEC）                          | -                                 | -                                         |
| 第10回 | 大山加奈 （東レ）       | 佐々木みき （パイオニア）             | フランシーヌ・フールマン （パイオニア） | 杉山祥子 （NEC）                        | 高橋みゆき （NEC）                        | 狩野美雪 （茂原）            | 竹下佳江 （JT）                             | -                                 | 大貫美奈子 （NEC）                        |
| 第11回 | 河村めぐみ （NEC）      | タイーバ・ハニーフ （武富士）         | 先野久美子 （久光製薬）                 | フランシーヌ・フールマン （パイオニア） | 板橋恵 （日立佐和）                       | 吉田あい （久光製薬）        | 菅山かおる （JT）                           | -                                 | -                                         |
| 第12回 | 木村沙織 （東レ）       | ケニア・カルカセス （久光製薬）       | フランシーヌ・フールマン （パイオニア） | 杉山祥子 （NEC）                        | 栗原恵 （パイオニア）                     | 井野亜季子 （日立佐和）      | 成田郁久美 （久光製薬）                     | -                                 | -                                         |

| シーズン | 新人賞                  | 得点王                                  | スパイク賞                              | ブロック賞                | サーブ賞                                | サーブレシーブ賞          | レシーブ賞              | 優秀GM賞              |
| -------- | ----------------------- | --------------------------------------- | --------------------------------------- | ------------------------- | --------------------------------------- | ------------------------- | ----------------------- | --------------------- |
| 2006/07  | 石川友紀 （武富士）     | モレーノ・ピーノ・ケニー （JT）         | 西脇万里子 （東レ）                     | 井上香織 （デンソー）     | 栗原恵 （パイオニア）                   | 井野亜季子 （日立佐和）   | 成田郁久美 （久光製薬） | 田中俊文 （久光製薬） |
| 2007/08  | 坂下麻衣子 （JT）       | イエレナ・パブロワ （久光製薬）         | 荒木絵里香 （東レ）                     | 荒木絵里香 （東レ）       | 板橋恵 （日立佐和）                     | 佐野優子 （久光製薬）     | 濱口華菜里 （東レ）     | 木村武 （東レ）       |
| 2008/09  | 宮田由佳里 （東レ）     | レナタ・コロンボ （トヨタ車体）         | 西脇万里子 （東レ）                     | 杉山祥子 （NEC）          | 栗原恵 （パイオニア）                   | 佐野優子 （久光製薬）     | 岡野知子 （デンソー）   | 岡野實 （岡山）       |
| 2009/10  | 熊谷桜子 （デンソー）   | キム・ヨンギョン （JT）                 | 荒木絵里香 （東レ）                     | 井上香織 （デンソー）     | 迫田さおり （東レ）                     | 成田郁久美 （パイオニア） | 井上琴絵 （JT）         | 林孝彦 （NEC）        |
| 2010/11  | 新鍋理沙 （久光製薬）   | フェルナンダ・ガライ （NEC）            | フォルケ・アキンラデウォ （トヨタ車体） | 内藤香菜子 （NEC）        | エリザンジェラ・オリベイラ （久光製薬） | 井野亜季子 （NEC）        | 井野亜季子 （NEC）      | -                     |
| 2011/12  | 森谷史佳 （パイオニア） | ベタニア・デラクルス （デンソー）       | ローレン・ギブマイヤ （トヨタ車体）     | 荒木絵里香 （東レ）       | 張紫音 （NEC）                          | 座安琴希 （久光製薬）     | 新鍋理沙 （久光製薬）   | 内山晃 （東レ）       |
| 2012/13  | 近江あかり （NEC）      | カナニ・ダニエルソン （トヨタ車体）     | 荒木絵里香 （東レ）                     | 荒木絵里香 （東レ）       | 荒木絵里香 （東レ）                     | 座安琴希 （久光製薬）     | 新鍋理沙 （久光製薬）   | 萱島章 （久光製薬）   |
| 2013/14  | 奥村麻依 （JT）         | 迫田さおり （東レ）                     | ローレン・パオリーニ （日立）           | 奥村麻依 （JT）           | 石井優希 （久光製薬）                   | 新鍋理沙 （久光製薬）     | 佐藤あり紗 （日立）     | 山ノ川孝二 （日立）   |
| 2014/15  | 柳田光綺 （NEC）        | ミア・イエルコフ （デンソー）           | ローレン・パオリーニ （日立）           | 荒木絵里香 （上尾）       | ケリー・マーフィー （上尾）             | 新鍋理沙 （久光製薬）     | 新鍋理沙 （久光製薬）   | 肥留川正弘 （上尾）   |
| 2015/16  | 古賀紗理那 （NEC）      | ポリーナ・ラヒモワ （トヨタ車体）       | テトリ・ディクソン （東レ）             | 荒木絵里香 （上尾）       | ポリーナ・ラヒモワ （トヨタ車体）       | 新鍋理沙 （久光製薬）     | 新鍋理沙 （久光製薬）   | 中村貴司 （NEC）      |
| 2016/17  | 小田桃香 （トヨタ車体） | ポリーナ・ラヒモワ （トヨタ車体）       | カーリー・ウォパット （東レ）           | 荒木絵里香 （トヨタ車体） | ポリーナ・ラヒモワ （トヨタ車体）       | 佐藤あり紗 （日立）       | 鳥越未玖 （NEC）        | 丹羽康雄 （JT）       |
| 2017/18  | 黒後愛 （東レ）         | ネリマン・ゲンシュレック （トヨタ車体） | フォルケ・アキンラデウォ （久光製薬）   | 荒木絵里香 （トヨタ車体） | 金杉由香 （JT）                         | 新鍋理沙 （久光製薬）     | 石井優希 （久光製薬）   | 永田將人 （デンソー） |

| シーズン | 新人賞           | 得点王                            | スパイク賞                            | ブロック賞                            | サーブ賞                    | サーブレシーブ賞      | レシーブ賞            | フェアプレー賞      | 優秀GM賞            |
| -------- | ---------------- | --------------------------------- | ------------------------------------- | ------------------------------------- | --------------------------- | --------------------- | --------------------- | ------------------- | ------------------- |
| 2018-19  | 関菜々巳 （東レ) | ヤナ・クラン （東レ）             | フォルケ・アキンラデウォ （久光製薬） | フォルケ・アキンラデウォ （久光製薬） | ヤナ・クラン （東レ）       | 新鍋理沙 （久光製薬） | 新鍋理沙 （久光製薬） | -                   | 萱嶋章 （久光製薬） |
| 2019-20  | 石川真佑 （東レ) | ネリマン・オズソイ （トヨタ車体） | ジャック・シニアード （デンソー）     | ハンナ・タップ （日立）               | アンドレア・ドルーズ （JT） | 新鍋理沙 （久光製薬） | 井上琴絵 （デンソー） | 長内美和子 （日立） | 関明夫 （岡山）     |

### 個人賞（3）
| 回      | 松平康隆賞            | 功労賞            | 20周年 ニューヒーロー賞 |
| ------- | --------------------- | ----------------- | ----------------------- |
| 2013/14 | -                     | -                 | 内瀬戸真実 （日立）     |
| 2016/17 | 山田晃豊 （NEC）      | 木村沙織 （東レ） | -                       |
| 2017/18 | 酒井新悟 （久光製薬） | -                 | -                       |
| 2018-19 | 酒井新悟 （久光製薬） | -                 | -                       |
| 2019-20 | 吉原知子 （JT）       | 山口舞 （岡山）   | -                       |

### 個人通算記録

#### 通算出場試合数
※=現役、チーム名は2016/17シーズン終了時または引退時所属
| 順位 | 選手名     | チーム名                   | リーグ数 | 試合数 |
| ---- | ---------- | -------------------------- | -------- | ------ |
| 1    | 櫻井由香   | デンソー・エアリービーズ   | 17       | 381    |
| 2    | 岡野弘子   | 岡山シーガルズ             | 17       | 363    |
| 2    | 山口舞※    | 岡山シーガルズ             | 16       | 363    |
| 4    | 森和代     | 岡山シーガルズ             | 16       | 353    |
| 5    | 杉山祥子   | NECレッドロケッツ          | 15       | 347    |
| 6    | 成田郁久美 | パイオニアレッドウィングス | 15       | 344    |
| 7    | 佐々木みき | パイオニアレッドウィングス | 16       | 339    |
| 8    | 谷口雅美   | JTマーヴェラス             | 15       | 337    |
| 9    | 原桂子     | 久光製薬スプリングス       | 16       | 336    |
| 10   | 先野久美子 | 久光製薬スプリングス       | 16       | 329    |

#### 通算出場セット数
※=現役、チーム名は2016/17シーズン終了時または引退時所属
| 順位 | 選手名      | チーム名                   | リーグ数 | セット数 |
| ---- | ----------- | -------------------------- | -------- | -------- |
| 1    | 杉山祥子    | NECレッドロケッツ          | 15       | 1303     |
| 2    | 櫻井由香    | デンソー・エアリービーズ   | 17       | 1295     |
| 3    | 山口舞※     | 岡山シーガルズ             | 16       | 1281     |
| 4    | 森和代      | 岡山シーガルズ             | 16       | 1243     |
| 5    | 成田郁久美  | パイオニアレッドウィングス | 15       | 1238     |
| 6    | 多治見麻子  | パイオニアレッドウィングス | 15       | 1137     |
| 7    | 岡野弘子    | 岡山シーガルズ             | 17       | 1136     |
| 8    | 谷口雅美    | JTマーヴェラス             | 15       | 1111     |
| 9    | 足立留美    | 武富士バンブー             | 15       | 1109     |
| 10   | 荒木絵里香※ | トヨタ車体クインシーズ     | 12       | 1086     |

#### 連続出場試合数
※=現役、チーム名は記録達成時所属
| 順位 | 選手名     | チーム名                   | 開始日     | 終了日     | 試合数 |
| ---- | ---------- | -------------------------- | ---------- | ---------- | ------ |
| 1    | 杉山祥子   | NECレッドロケッツ          | 1998/12/23 | 2013/3/24  | 347    |
| 2    | 足立留美   | 武富士バンブー             | 1994/12/17 | 2009/3/21  | 328    |
| 3    | 森和代     | 岡山シーガルズ             | 1999/12/18 | 2012/3/4   | 301    |
| 4    | 大貫美奈子 | NECレッドロケッツ          | 1994/12/18 | 2008/3/16  | 300    |
| 5    | 櫻井由香   | デンソー・エアリービーズ   | 1996/12/7  | 2008/3/15  | 279    |
| 6    | 山口舞※    | 岡山シーガルズ             | 2002/12/7  | 2013/11/25 | 253    |
| 7    | 大村加奈子 | 久光製薬スプリングス       | 1997/12/6  | 2008/3/15  | 234    |
| 8    | 原桂子     | 久光製薬スプリングス       | 1995/2/15  | 2006/2/19  | 228    |
| 9    | 迫田さおり | 東レ・アローズ             | 2008/3/15  | 2017/1/29  | 223    |
| 10   | 濱口華菜里 | 東レ・アローズ             | 2005/2/27  | 2013/3/24  | 212    |
| 10   | 吉田真未   | パイオニアレッドウィングス | 2007/1/6   | 2014/3/22  | 212    |

#### アタック決定率
2000打数以上　※=現役、チーム名は2016/17シーズン終了時または引退時所属
| 順位 | 選手名                   | チーム名                     | リーグ数 | セット数 | 打数 | 決定率（%） |
| ---- | ------------------------ | ---------------------------- | -------- | -------- | ---- | ----------- |
| 1    | ローレン・パオリーニ     | 日立リヴァーレ               | 3        | 279      | 2005 | 50.77       |
| 2    | フランシーヌ・フールマン | パイオニアレッドウィングス   | 4        | 336      | 2875 | 50.30       |
| 3    | ガブリエラ・ペレス       | イトーヨーカドー・プリオール | 2        | 142      | 2557 | 49.67       |
| 4    | キム・ヨンギョン         | JTマーヴェラス               | 2        | 179      | 2171 | 48.60       |
| 5    | バーバラ・イエリッチ     | デンソー・エアリービーズ     | 4        | 289      | 6880 | 47.72       |
| 6    | 荒木絵里香※              | トヨタ車体クインシーズ       | 12       | 1086     | 5289 | 47.55       |
| 7    | 先野久美子               | 久光製薬スプリングス         | 16       | 996      | 4919 | 46.53       |
| 8    | モレーノ・ピーノ・ケニー | JTマーヴェラス               | 2        | 218      | 2668 | 45.65       |
| 9    | 森山淳子                 | JTマーヴェラス               | 9        | 628      | 3031 | 45.63       |
| 10   | エヴゲーニャ・エステス   | 武富士バンブー               | 7        | 534      | 9198 | 45.60       |

#### セット平均ブロック決定本数
3リーグ出場以上　※=現役、チーム名は2016/17シーズン終了時または引退時所属
| 順位 | 選手名                   | チーム名                       | リーグ数 | セット数 | 決定本数 |
| ---- | ------------------------ | ------------------------------ | -------- | -------- | -------- |
| 1    | 江越由佳                 | JTマーヴェラス                 | 7        | 474      | 0.9198   |
| 2    | 高山佳代                 | イトーヨーカドー・プリオール   | 3        | 239      | 0.9079   |
| 3    | 松川一代                 | ダイエー・オレンジアタッカーズ | 4        | 234      | 0.8974   |
| 4    | 江藤直美                 | JTマーヴェラス                 | 11       | 850      | 0.8859   |
| 5    | 荒木絵里香※              | トヨタ車体クインシーズ         | 12       | 1086     | 0.845    |
| 6    | バーバラ・イエリッチ     | デンソー・エアリービーズ       | 4        | 289      | 0.8131   |
| 7    | 杉山祥子                 | NECレッドロケッツ              | 15       | 1303     | 0.7997   |
| 8    | 鳥居千穂                 | デンソー・エアリービーズ       | 6        | 379      | 0.7942   |
| 9    | 野村まり                 | 岡山シーガルズ                 | 13       | 768      | 0.7891   |
| 10   | フランシーヌ・フールマン | パイオニアレッドウィングス     | 4        | 336      | 0.7619   |

#### ブロック決定本数
※=現役、チーム名は2016/17シーズン終了時または引退時所属
| 順位 | 選手名      | チーム名                   | リーグ数 | セット数 | 決定本数 |
| ---- | ----------- | -------------------------- | -------- | -------- | -------- |
| 1    | 杉山祥子    | NECレッドロケッツ          | 15       | 1303     | 1042     |
| 2    | 荒木絵里香※ | トヨタ車体クインシーズ     | 12       | 1086     | 918      |
| 3    | 多治見麻子  | パイオニアレッドウィングス | 15       | 1137     | 812      |
| 4    | 森和代      | 岡山シーガルズ             | 16       | 1243     | 762      |
| 5    | 江藤直美    | JTマーヴェラス             | 11       | 850      | 753      |
| 6    | 井上香織    | デンソー・エアリービーズ   | 10       | 913      | 632      |
| 7    | 野村まり    | 岡山シーガルズ             | 13       | 768      | 606      |
| 8    | 先野久美子  | 久光製薬スプリングス       | 16       | 996      | 569      |
| 9    | 内藤香菜子  | NECレッドロケッツ          | 13       | 1015     | 541      |
| 10   | 宝来麻紀子  | JTマーヴェラス             | 11       | 811      | 518      |

#### サーブ効果率
1000打数以上　※=現役、チーム名は2016/17シーズン終了時または引退時所属
| 順位 | 選手名                     | チーム名                 | リーグ数 | 打数 | 効果率 |
| ---- | -------------------------- | ------------------------ | -------- | ---- | ------ |
| 1    | バーバラ・イエリッチ       | デンソー・エアリービーズ | 4        | 1494 | 14.103 |
| 2    | フォフィーニャ・アナパウラ | 久光製薬スプリングス     | 4        | 1497 | 13.490 |
| 3    | 羽根翠                     | トヨタ車体クインシーズ   | 5        | 1205 | 13.324 |
| 4    | 石井美樹                   | JTマーヴェラス           | 4        | 1136 | 13.151 |
| 5    | 森谷史佳※                  | 久光製薬スプリングス     | 6        | 1109 | 13.02  |
| 6    | 荒木絵里香※                | トヨタ車体クインシーズ   | 12       | 3805 | 12.94  |
| 7    | 船崎恵視                   | トヨタ車体クインシーズ   | 9        | 2315 | 12.894 |
| 8    | 木村沙織                   | 東レ・アローズ           | 10       | 3502 | 12.88  |
| 9    | 石井優希※                  | 久光製薬スプリングス     | 7        | 1552 | 12.77  |
| 10   | 足立留美                   | 武富士バンブー           | 15       | 3574 | 12.724 |

### 個人大会記録

#### アタック決定率
※=現役、太字は日本人最高記録
| 順位 | 選手名                       | チーム名                       | リーグ名 | 打数 | 決定率（%） |
| ---- | ---------------------------- | ------------------------------ | -------- | ---- | ----------- |
| 1    | エリザベータ・ティーシェンコ | NECレッドロケッツ              | 第2回    | 669  | 56.95       |
| 2    | ポーラ・ワイショフ           | ダイエー・オレンジアタッカーズ | 第1回    | 526  | 55.32       |
| 3    | エリザベータ・ティーシェンコ | NECレッドロケッツ              | 第3回    | 756  | 55.16       |
| 4    | カーリー・ウォパット         | 東レ・アローズ                 | 2016/17  | 396  | 54.80       |
| 5    | 荒木絵里香※                  | 東レ・アローズ                 | 2007/08  | 501  | 54.69       |
| 6    | 先野久美子                   | オレンジアタッカーズ           | 第6回    | 414  | 54.38       |
| 7    | ローレン・パオリーニ         | 日立リヴァーレ                 | 2014/15  | 651  | 53.30       |
| 8    | マガリ・カルバハル           | ダイエー・オレンジアタッカーズ | 第2回    | 1084 | 53.04       |
| 9    | デラクルス・ベタニア         | 東レ・アローズ                 | 2007/08  | 829  | 52.83       |
| 10   | マヤ・トカルスカ             | 久光製薬スプリングス           | 2016/17  | 305  | 52.46       |

#### 最多得点
ラリーポイント制導入（第6回リーグ）以降　※=現役
| 順位 | 選手名                         | チーム名               | リーグ名 | アタック | ブロック | サーブ | 得点合計 |
| ---- | ------------------------------ | ---------------------- | -------- | -------- | -------- | ------ | -------- |
| 1    | ケニア・カルカセス             | 久光製薬スプリングス   | 第12回   | 765      | 41       | 33     | 839      |
| 2    | モレーノ・ピーノ・ケニー       | JTマーヴェラス         | 2006/07  | 671      | 68       | 15     | 754      |
| 3    | タイーバ・ハニーフ             | 武富士バンブー         | 第11回   | 696      | 47       | 0      | 743      |
| 4    | エヴゲーニャ・エステス         | 武富士バンブー         | 2006/07  | 647      | 59       | 13     | 719      |
| 5    | キム・ヨンギョン               | JTマーヴェラス         | 2009/10  | 630      | 48       | 18     | 696      |
| 6    | イエレナ・パブロワ             | 久光製薬スプリングス   | 2007/08  | 635      | 40       | 17     | 692      |
| 7    | ポリーナ・ラヒモワ             | トヨタ車体クインシーズ | 2015/16  | 583      | 40       | 48     | 671      |
| 8    | レナタ・コロンボ               | トヨタ車体クインシーズ | 2008/09  | 619      | 36       | 13     | 668      |
| 9    | タイーバ・ハニーフ             | 武富士バンブー         | 第12回   | 563      | 33       | 26     | 622      |
| 10   | アナパウラ・ロペス・フェレイラ | 久光製薬スプリングス   | 2006/07  | 556      | 51       | 13     | 620      |
| 10   | フェルナンダ・ガライ           | NECレッドロケッツ      | 2010/11  | 562      | 50       | 8      | 620      |

#### セット平均ブロック決定本数
※=現役、太字は日本人最高記録
| 順位 | 選手名               | チーム名                       | リーグ名 | 決定本数 |
| ---- | -------------------- | ------------------------------ | -------- | -------- |
| 1    | ナターリヤ・モロゾワ | 東洋紡オーキス                 | 第3回    | 1.6622   |
| 2    | ガブリエラ・ペレス   | イトーヨーカドー・プリオール   | 第4回    | 1.5897   |
| 3    | 江越由佳             | ユニチカ・フェニックス         | 第5回    | 1.4444   |
| 4    | ナターリヤ・モロゾワ | 東洋紡オーキス                 | 第2回    | 1.4328   |
| 5    | マガリ・カルバハル   | ダイエー・オレンジアタッカーズ | 第2回    | 1.2976   |
| 6    | エレーナ・チェブキナ | イトーヨーカドー・プリオール   | 第2回    | 1.2933   |
| 7    | 江藤直美             | 日立ベルフィーユ               | 第3回    | 1.2250   |
| 8    | 杉山祥子             | NECレッドロケッツ              | 第5回    | 1.2222   |
| 9    | 江越由佳             | ユニチカ・フェニックス         | 第1回    | 1.2133   |
| 10   | 江藤直美             | 日立ベルフィーユ               | 第5回    | 1.1692   |

#### サーブレシーブ成功率
※=現役、太字は日本人最高記録
| 順位 | 選手名     | チーム名                     | リーグ名 | 成功率（%） |
| ---- | ---------- | ---------------------------- | -------- | ----------- |
| 1    | 大懸郁久美 | NECレッドロケッツ            | 第7回    | 87.44       |
| 2    | 櫻井由香   | デンソー・エアリービーズ     | 第6回    | 86.44       |
| 3    | 田中姿子   | NECレッドロケッツ            | 第8回    | 85.99       |
| 4    | 熊倉由美   | イトーヨーカドー・プリオール | 第7回    | 85.55       |
| 5    | 井野亜季子 | 日立佐和リヴァーレ           | 2006/07  | 84.97       |
| 6    | 佐野優子   | ユニチカ・フェニックス       | 第6回    | 84.12       |
| 7    | 津雲博子   | NECレッドロケッツ            | 第5回    | 83.98       |
| 8    | 大懸郁久美 | NECレッドロケッツ            | 第4回    | 83.96       |
| 9    | 津雲博子   | NECレッドロケッツ            | 第6回    | 83.73       |
| 10   | 田中姿子   | 日立ベルフィーユ             | 第6回    | 83.52       |

#### サーブ効果率
※=現役、太字は日本人最高記録
| 順位 | 選手名               | チーム名                   | リーグ名 | 打数 | 効果率（%） |
| ---- | -------------------- | -------------------------- | -------- | ---- | ----------- |
| 1    | ポリーナ・ラヒモワ   | トヨタ車体クインシーズ     | 2015/16  | 348  | 23.91       |
| 2    | ポリーナ・ラヒモワ   | トヨタ車体クインシーズ     | 2016/17  | 331  | 20.92       |
| 3    | 張紫音               | NECレッドロケッツ          | 2011/12  | 165  | 19.61       |
| 4    | ベタニア・デラクルス | デンソー・エアリービーズ   | 2011/12  | 279  | 19.05       |
| 5    | 柳田光綺※            | NECレッドロケッツ          | 2016/17  | 203  | 18.84       |
| 6    | 荒木絵里香※          | 東レ・アローズ             | 2011/12  | 332  | 17.42       |
| 7    | ケリー・マーフィー   | 上尾メディックス           | 2015/16  | 312  | 17.26       |
| 8    | 栗原恵※              | パイオニアレッドウィングス | 第12回   | 461  | 17.20       |
| 9    | バーバラ・イエリッチ | デンソー・エアリービーズ   | 第1回    | 379  | 17.08       |
| 10   | 荒木絵里香※          | 上尾メディックス           | 2015/16  | 270  | 17.02       |

### 特別表彰

#### Vリーグ栄誉賞
優勝に貢献した選手（MVPまたは敢闘賞4回以上）
※=旧：日本リーグの受賞回数を含む
| 選手名   | チーム名    | 受賞回数              |
| -------- | ----------- | --------------------- |
| 大林素子 | 日立/東洋紡 | MVP：3回、敢闘賞：2回 |
| 江上由美 | 日立/小田急 | MVP：3回、敢闘賞：1回 |
| 飯田高子 | ヤシカ      | MVP：2回、敢闘賞：2回 |
| 横山樹理 | ユニチカ    | MVP：2回、敢闘賞：2回 |
| 中田久美 | 日立        | MVP：4回              |

個人記録で傑出した選手（個人賞8回以上）
※=現役、旧：日本リーグの受賞回数を含む
| 選手名                   | チーム名                        | 受賞回数 |
| ------------------------ | ------------------------------- | -------- |
| 荒木絵里香※              | 東レ/上尾                       | 19       |
| 江上由美                 | 日立/小田急                     | 14       |
| 大林素子                 | 日立/東洋紡                     | 13       |
| 飯田高子                 | ヤシカ                          | 11       |
| バーバラ・イエリッチ     | デンソー                        | 11       |
| 吉原知子                 | 日立/ダイエー/東洋紡/パイオニア | 11       |
| 杉山祥子                 | NEC                             | 11       |
| 成田郁久美               | NEC/久光製薬/パイオニア         | 10       |
| 熊前知加子               | 小田急/ユニチカ/JT              | 10       |
| 中西千枝子               | ユニチカ                        | 9        |
| 白井貴子                 | クラボウ/日立                   | 9        |
| 杉山祥子                 | NEC                             | 9        |
| 新鍋理沙                 | 久光製薬                        | 9        |
| 古川牧子                 | ユニチカ                        | 8        |
| 杉山加代子               | 日立                            | 8        |
| ローズ・メジャーズ       | NEC                             | 8        |
| フランシーヌ・フールマン | 久光製薬/パイオニア             | 8        |

長期活躍している選手（10シーズン、230試合出場以上）
| 選手名      | チーム名                    | 出場試合数 |
| ----------- | --------------------------- | ---------- |
| 櫻井由香    | デンソー                    | 381        |
| 岡野弘子    | 東芝/岡山                   | 363        |
| 山口舞※     | 岡山                        | 363        |
| 森和代      | 東芝/岡山                   | 353        |
| 杉山祥子    | NEC                         | 347        |
| 成田郁久美  | NEC/久光製薬/パイオニア     | 344        |
| 佐々木みき  | ダイエー/東洋紡/パイオニア  | 339        |
| 谷口雅美    | 日立/JT                     | 337        |
| 原桂子      | 久光製薬/武富士             | 336        |
| 先野久美子  | ダイエー/久光製薬           | 329        |
| 足立留美    | イトーヨーカドー/武富士     | 328        |
| 竹下佳江    | NEC/JT                      | 325        |
| 多治見麻子  | 日立/パイオニア             | 323        |
| 中道瞳      | 東レ                        | 303        |
| 大貫美奈子  | NEC                         | 300        |
| 内藤香菜子  | イトーヨーカドー/武富士/NEC | 294        |
| 田原香理    | 日立佐和/トヨタ車体         | 292        |
| 荒木絵里香※ | 東レ/上尾/トヨタ車体        | 284        |
| 神田千絵    | 東芝/岡山                   | 283        |
| 大村加奈子  | ダイエー/久光製薬           | 282        |
| 内田役子    | イトーヨーカドー/パイオニア | 271        |
| 高田ありさ  | 東レ                        | 256        |
| 濱口華菜里  | 東レ                        | 254        |
| 井上香織    | デンソー                    | 252        |
| 野村まり    | 東芝/岡山                   | 251        |
| 石田瑞穂※   | 武富士/久光製薬/デンソー    | 250        |
| 吉澤智恵    | 武富士/JT                   | 249        |
| 森万里子    | 東洋紡/東レ                 | 249        |
| 迫田さおり  | 東レ                        | 249        |
| 金森純子    | 東芝/岡山                   | 247        |
| 木村沙織    | 東レ                        | 244        |
| 板橋恵      | 日立佐和/パイオニア         | 243        |
| 芝田安希    | ユニチカ/東レ               | 242        |
| 矢野美子    | デンソー/トヨタ車体/PFU     | 240        |
| 眞恵子      | デンソー/トヨタ車体         | 239        |
| 栗原恵※     | NEC/パイオニア/岡山/日立    | 238        |
| 古藤千鶴※   | PFU/久光製薬                | 238        |
| 若浦貴子    | 岡山                        | 237        |

#### Vリーグ日本記録賞
※=現役
| 部門           | 選手名      | チーム名 | リーグ名 | 記録   |
| -------------- | ----------- | -------- | -------- | ------ |
| スパイク       | 荒木絵里香※ | 東レ     | 2007/08  | 54.69% |
| 最多得点       | 木村沙織    | 東レ     | 2009/10  | 566点  |
| ブロック       | 江越由佳    | ユニチカ | 第5回    | 1.44本 |
| サーブ         | 張紫音      | NEC      | 2011/12  | 19.60% |
| サーブレシーブ | 大懸郁久美  | NEC      | 第7回    | 87.44% |